# Anke Wöhrer
Anke Wöhrer, född Karstens, 3 oktober 1985 i Berchtesgaden, är en tysk snowboardåkare.
Wöhrer vann en silvermedalj i parallellslalom vid de olympiska vinterspelen 2014 i Sotji. I världscupen varierade hennes placeringar i parallellslalom sedan 2008 mellan plats 6 (säsong 2013) och plats 33 (säsong 2017).